# 萊利·麥克格里
赖利·麦格里（英語：Riley McGree；1998年11月2日—）是澳洲職業足球員，在場上的位置是中場。現效力於英冠球隊米杜士堡。2017年，他首次獲得澳大利亞國家足球隊徵召入大名單。但之前在2013年他已經代表澳大利亞U17國家隊參賽。

## 生涯數據

### 國際賽
最後更新：比賽於2021年9月7日舉行
| 澳洲 |      |      |
| 年   | 出場 | 進球 |
| 2021 | 5    | 0    |
| 總計 | 5    | 0    |

## 外部連結
- Soccerway資料庫：萊利·麥克格里